# Haematopinus
Haematopinus es un género de insectos de la superfamilia Anoplura, de piojos chupadores. Es el único género de la familia Haematopinidae, se le suele denominar piojo ungulado. Todas son especies de importancia en la medicina veterinaria. Estos piojos son algunos de los peores parásitos de los animales domésticos. Las especies infectan a muchos animales domesticados y grandes mamíferos salvajes, incluidos bovinos, caballos, asnos, cerdos, búfalo cafre, búfalo de agua, antílope, cebra, ciervo, y camellos.

## Especies
Entre las especies de este género se cuentan:
- Haematopinus acuticeps
- Haematopinus apri
- Haematopinus asini – piojo chupador del caballo
- Haematopinus breviculus
- Haematopinus bufali
- Haematopinus channabasavannai
- Haematopinus eurysternus – piojo de hocico corto del ganado
- Haematopinus gorgonis
- Haematopinus jeannereti
- Haematopinus latus
- Haematopinus longus
- Haematopinus ludwigi
- Haematopinus meinertzhageni
- Haematopinus nigricantis
- Haematopinus oliveri – piojo chupador del jabalí pigmeo
- Haematopinus oryx
- Haematopinus phacochoeri
- Haematopinus quadripertusus – piojo de la cola del ganado
- Haematopinus suis – piojo del jabalí
- Haematopinus taurotragi
- Haematopinus tuberculatus